# Heinrich Joseph Bärmann
Pour les articles homonymes, voir Bärmann.
Heinrich Joseph Bärmann (également écrit Baermann ; né le 14 février 1784 à Potsdam et mort le 11 juin 1847 à Munich) est un clarinettiste virtuose et un compositeur allemand. Il est généralement considéré comme étant non seulement un interprète exceptionnel de son temps, mais aussi un musicien qui a fortement influencé la création d'œuvres d'autres compositeurs. Il est le père du clarinettiste et compositeur Carl Baermann.

## Biographie
Fils d’un militaire, il fait ses études comme hautboïste à l'École de la musique militaire à Potsdam. À l'âge de 14 ans, il est admis dans l’armée prussienne, et commence alors ses leçons de clarinette avec Joseph Beer. Ses compétences furent remarquées à la cour de Berlin en 1804, et le prince Louis Ferdinand de Prusse lui fait poursuivre sa formation à Berlin sous les conseils de Franz Tausch. À la mort malheureuse de son bienfaiteur, le prince Ferdinand de Prusse, en 1806, il suit les pas de son père dans l'armée et participe aux batailles de Saalfeld et d'Iéna; il est fait prisonnier pendant un an, endurant un hiver très rude, mais réussit à s’évader.
N'ayant plus de bienfaiteur, il part chercher l'aide du prince héritier de Bavière. Impressionné par ses talents de musicien, le prince le recommande à son père, le roi Maximilien Ier installé à Munich. Heinrich est au chômage depuis un certain temps et c'est avec beaucoup de difficultés qu'il se rend chez le roi. Le roi est également impressionné par les talents de Heinrich et lui offre une place dans l'orchestre de la cour.
Il devient clarinette soliste à l'orchestre de la cour du roi de Bavière et y reste jusqu'à sa retraite en 1834.
À son arrivée et compte-tenu des mauvaises finances de l'orchestre, le roi décide de ne monter que deux opéras et d'engager la très populaire diva soprano Helene Harlas (de) pour attirer un plus large public. La saison en 1807 commence bien et, comme c'est souvent le cas lors des répétitions de spectacle, les artistes passent beaucoup de temps ensemble. Pendant cette période, Heinrich et Helene Harlas se sont pris d'affection l'un pour l'autre. Mais il se présente deux problèmes. Tout d'abord, Helene Harlas est mariée au secrétaire général royal. Ensuite, elle est catholique et l'église catholique n'autorise pas les divorces. Heinrich, en vrai gentleman, la persuade de devenir sa maîtresse et elle divorce  probablement vers 1810. Ils ont eu quatre enfants ensemble.
En mars 1811, Carl Maria von Weber vient à Munich. Il fait la connaissance de Bärmann et écrit pour lui le Concertino en mi bémol majeur, sa première œuvre pour la clarinette. Bärmann le joue avec un grand succès, ce qui incite Weber à créer deux autres grands concertos. En hiver 1811―1812, Bärmann et Weber (comme pianiste) donnent plusieurs concerts à Berlin. Bärmann donne aussi des concerts dans les principales villes européennes, telles que Vienne, Prague (1813), Paris (1817 et 1838), Londres (1819) et Saint-Pétersbourg (1822 et 1832). Giacomo Meyerbeer compose pour lui en 1816 une cantate pour chœur, soprano et clarinette, Gli amori di Teolinda.

## Son interprétation
Pour le son très expressif de son instrument, ainsi que pour sa grande virtuosité, Bärmann est parfois surnommé le « Rubini de la clarinette ». Outre ses concertos, Weber lui a dédié aussi les Sept variations sur un thème de l'opéra Silvana pour clarinette et piano et le quintette pour clarinette et cordes. Parmi les autres compositeurs qui ont écrit pour Bärmann, on peut noter Giacomo Meyerbeer et Felix Mendelssohn. Bärmann lui-même a composé plusieurs œuvres dont le célèbre Adagio en ré bémol majeur pour clarinette et quatuor à cordes, attribué (à tort) pendant de nombreuses années à Richard Wagner.
Son deuxième fils, Carl Baermann, né en 1810, est devenu aussi clarinettiste et a souvent joué en duo avec son père lors de tournées à travers l'Europe.

## Instrument
Son fils Carl indique dans sa méthode Vollständige Clarinet-Schule (1864) que son père achète une clarinette à dix clefs chez Griessling & Schlott à Berlin en 1809, deux ans avant la composition du Concertino pour clarinette par Weber. L'augmentation du nombre de clés permet de répondre aux nouvelles exigences des compositeurs de musique romantique en ce début de XIXe siècle.

## Enregistrement
- Klarinettenkonzerte par Dieter Klöcker (clarinette) et le Prager Kammerorchester, dir. Milan Lajčik (label Orfeo C 065 011 A, 2001)